# Vinterbyøster
Vinterbyøster er en tv-julekalender, der oprindeligt blev sendt på DR i december 1973. Julekalenderen består af 24 dukkefilm, der hver varer 15 minutter. Danmarks Radio genudsendte julekalenderen i 1976, og senere blev den udgivet på VHS og DVD.
Julekalenderen indeholder flere sange, hvoraf den velnok mest kendte er sangen Vinterbyøster, der udkom i sangbogen Legestuens Sangbog i 1974.
Dukkerne blev lavet af Finn Bentzen og Hanne Willumsen, der også var manuskriptforfattere, stemmeskuespillere og dukkeførere på produktionen.

## Handling
En måned hvert år bor familien Caramella fra Cirkus Caramella i deres bedstemamas villa i stationsbyen Vinterbyøster. Papa Carlo, mama Flora og deres datter Dorabella har sammen med den øvrige familie travlt med at træne til den kommende cirkussæson, og det gør de, mens bedstemama Caramella lapper det store cirkustelt. Den farverige cirkusfamilie og dens træning bliver genstand for stor opmærksomhed. Stempelquist, der bestyrer byens kontrolhus, forsøger desperat at holde orden i tingene, mens blandt andre tryllekunsteren Alfred, hans kanin Francis og klovnene Dino og Mimmo øver sig på sine cirkusnumre. Julius, den lokale bagersøn, bliver venner med cirkusdatteren Dorabella og drømmer om selv at blive cirkusartist, mens Dorabella egentligt helst vil stå i en bagerbutik. Samtidigt træner Mama Flora sang med sine hunde, ligesom tante Rosa øver sig på sin linedans, alt imens byens postbud Morten Post troligt bringer posten ud. Stationbyens faste indbyggere forenes til sidst med cirkusfamilien i bestræbelserne på at anskaffe et stort og flot juletræ til byen.

## Stemmeskuespil
- Paul Hagen – Fortæller / Papa Carlo Caramella / Klovnen Mimmo
- Jesper Langberg – Julius / Vred mand
- Jesper Klein – Onkel Alfred / Bagermester Melbjerg / Stempelquist / Togføreren
- Erik Paaske – Morten Post
- Ole Monty – Stationsforstander / Klovnen Dino / Helikopterpiloten
- Vigga Bro – Tante Rosa / Dorabella
- Else Marie Hansen – Bedstemama Caramella / Fru Hansen
- Mimmi Fønss – Mama Flora Caramella
- Kirsten Rolffes – Fru Nielsen